# 羊庄镇
羊庄镇位于山东省滕州市东南部，东与山亭区接壤。羊庄镇因古代商人范蠡曾牧羊于此而得名。总面积128平方公里，总人口8.1万人。下辖89个行政村。镇政府驻羊庄东村。
境内有济枣公路、枣木高速公路。羊庄镇距滕州市区约20公里，距机徐州观音机场约130公里。

## 矿产
羊庄镇内矿产资源主要有石灰石、砂、青石等，优质石灰石储量达15亿吨以上。

## 农业
羊庄镇主要种植小麦、玉米、红薯、大豆、棉花几大类作物，主要养殖鸡、山羊、猪等家禽、家畜。

## 饮食
居民主食以煎饼为主。羊肉汤是羊庄镇特色小吃(当地人称为羊汤)。羊庄人吃饭喜好咸和辣。

## 名胜古迹
羊庄镇的古迹主要有曹王墓、唐太尉徐公墓志铭碑等。